# بيدرو رولدان
بيدرو رولدان (بالإسبانية: Pedro Roldán)‏ هو نحات إسباني، ولد في 1624 في إشبيلية في إسبانيا، وتوفي بنفس المكان في 1699.

## معرض صور

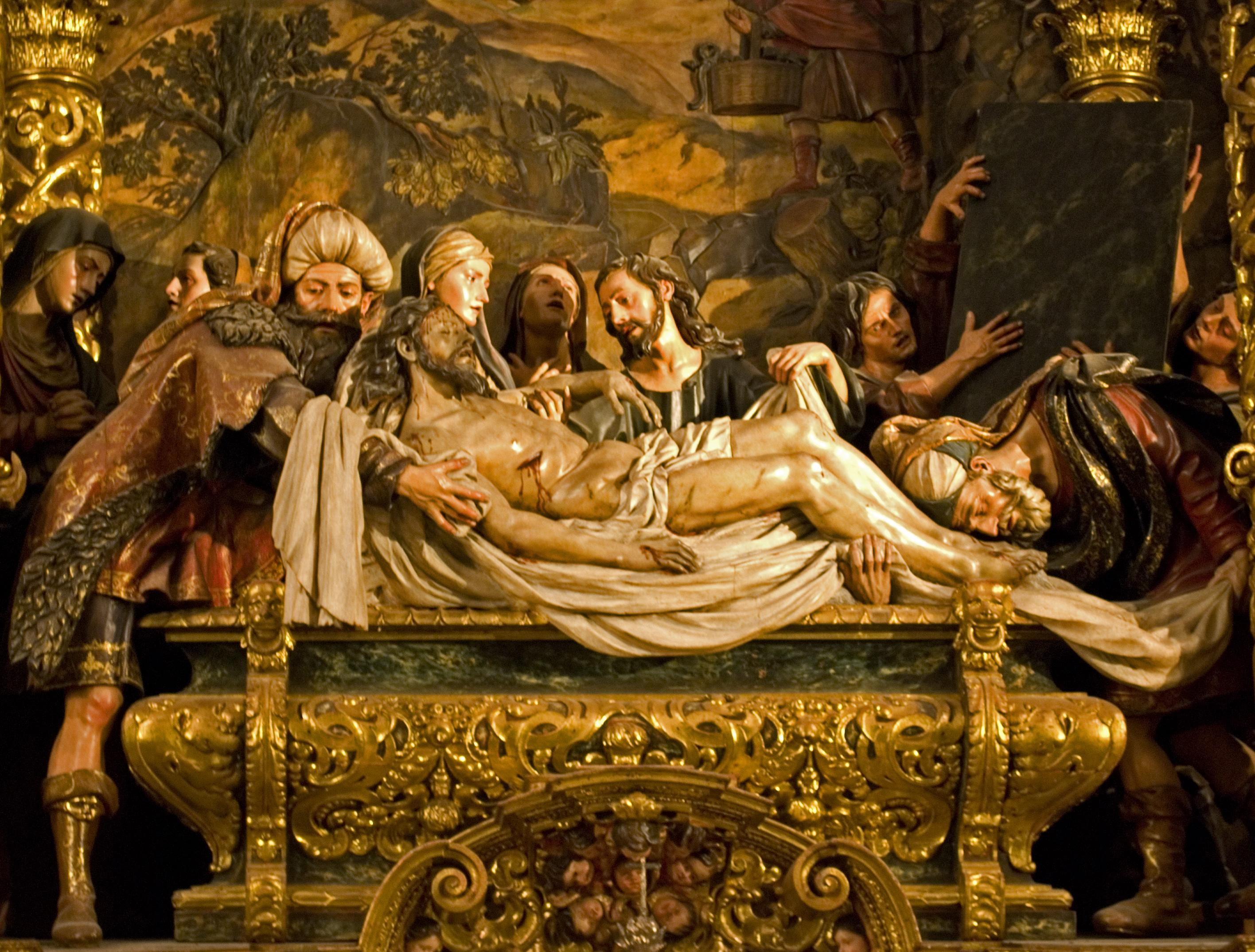
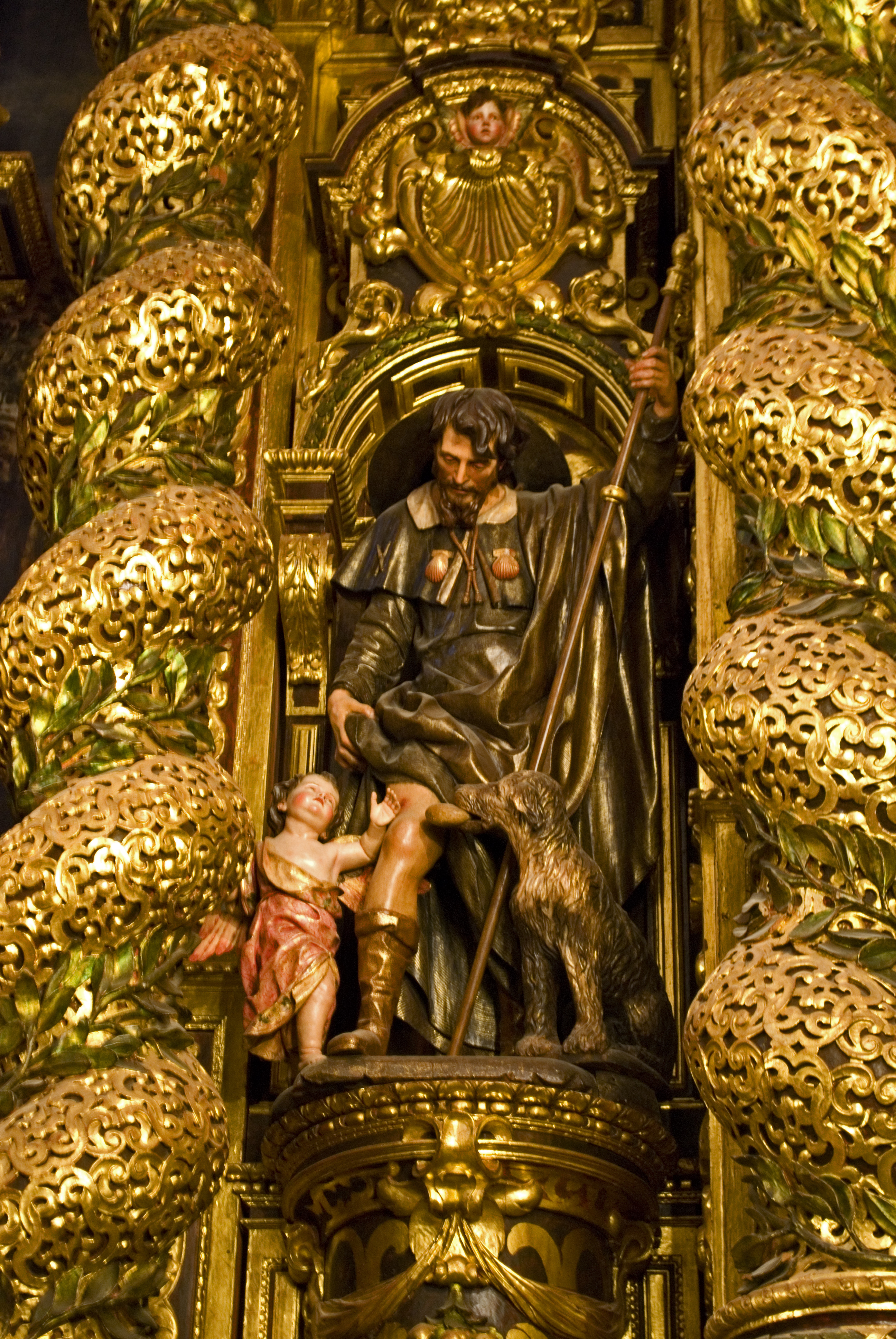
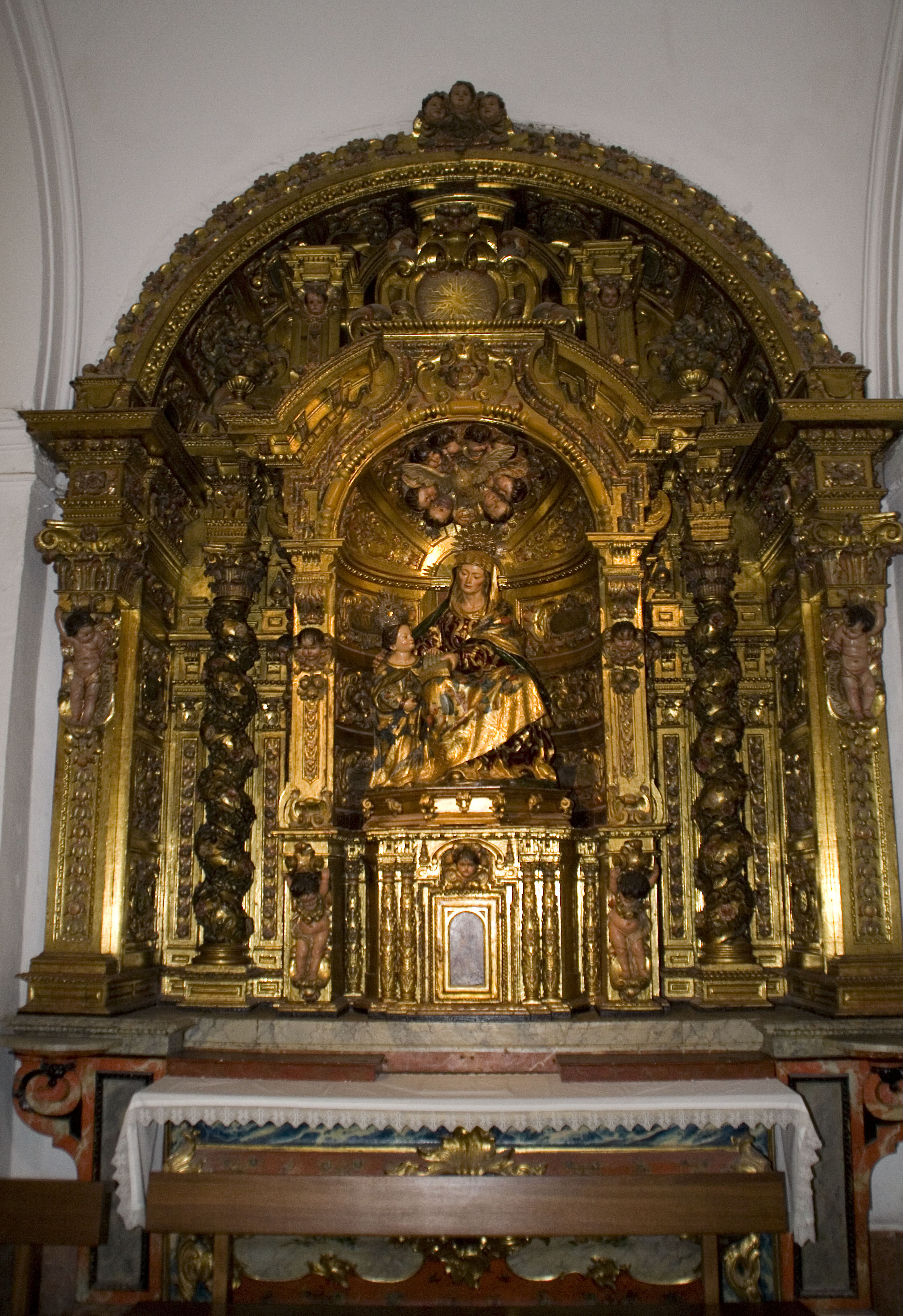
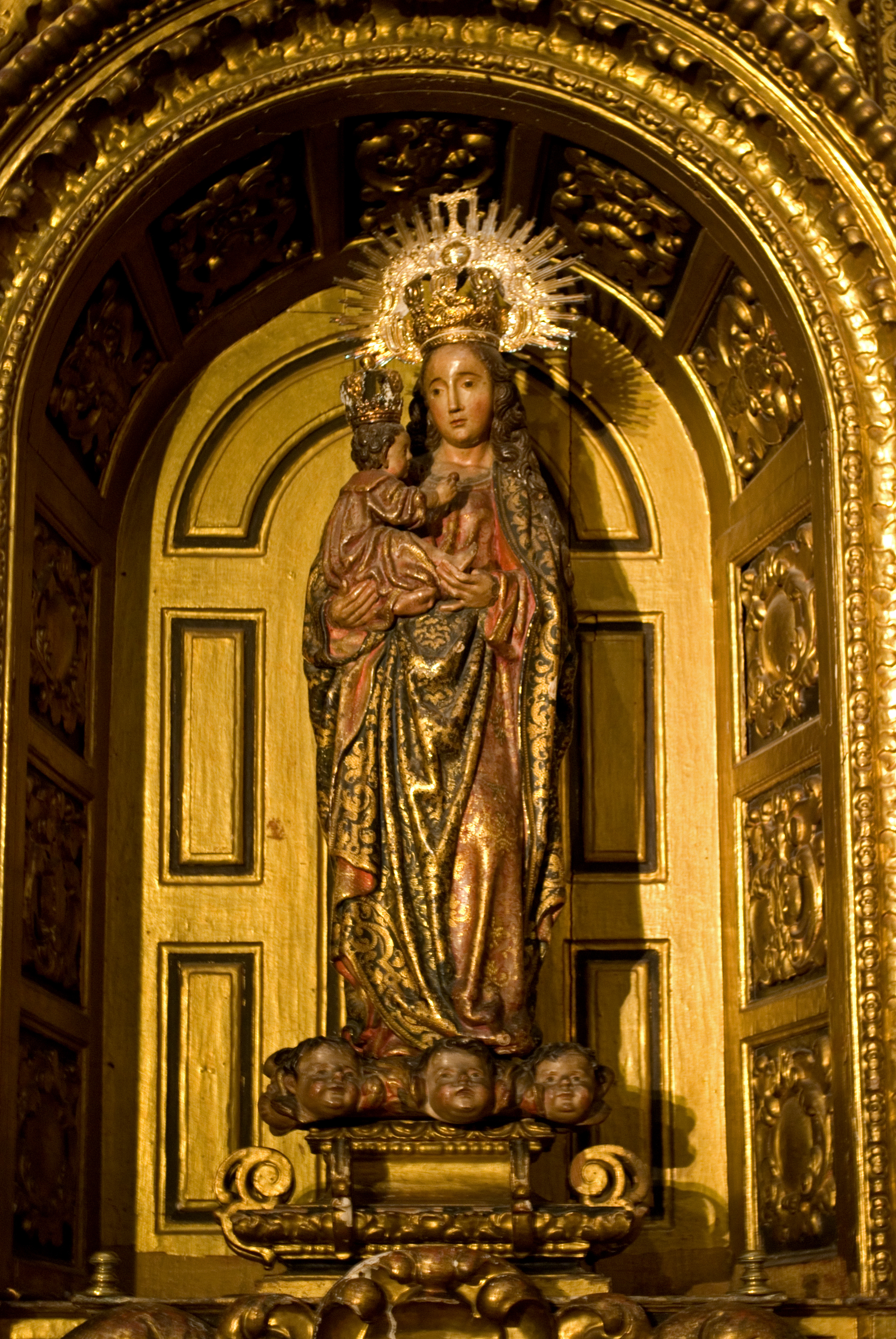

## وصلات خارجية
- بيدرو رولدان على موقع الموسوعة البريطانية (الإنجليزية)